# 에다모토 유이치로
에다모토 유이치로(일본어: 枝本 雄一郎, 1988년 8월 6일 ~ )는 일본의 축구 선수이다.

## 구단 경력
그는 2013년부터 2021년까지 J리그의 더스파구사쓰 군마, 후지에다 MYFC, FC 류큐, 가고시마 유나이티드 FC에서 활동하였다.